# TH1L
TH1L‏ (Negative elongation factor complex member C/D) هوَ بروتين يُشَفر بواسطة جين TH1L في الإنسان.